# 松嫩
松嫩是德国巴伐利亚州的一个市镇。总面积16.49平方公里，总人口1447人，其中男性717人，女性730人（2011年12月31日），人口密度88人/平方公里。